# Petrinja
Petrinja (pronunciado /petriña/) es una ciudad de Croacia en el condado de Sisak-Moslavina.

## Geografía
Se encuentra a una altitud de 111 m s. n. m. a 57,5 km de la capital nacional, Zagreb.

## Demografía
En el censo 2011, el total de población de la ciudad fue de 24 786 habitantes, distribuidos en las siguientes localidades:
- Begovići - 58
- Bijelnik - 50
- Blinja - 61
- Brest Pokupski - 277
- Cepeliš - 57
- Čuntić - 17
- Deanovići - 26
- Dodoši - 70
- Donja Bačuga - 141
- Donja Budičina - 229
- Donja Mlinoga - 95
- Donja Pastuša - 11
- Donje Mokrice - 57
- Dragotinci - 63
- Dumače - 270
- Glinska Poljana - 115
- Gora - 257
- Gornja Bačuga - 75
- Gornja Mlinoga - 31
- Gornja Pastuša - 31
- Gornje Mokrice - 96
- Graberje - 152
- Grabovac Banski - 194
- Hrastovica - 459
- Hrvatski Čuntić - 86
- Jabukovac - 140
- Jošavica - 82
- Klinac - 27
- Kraljevčani - 63
- Križ Hrastovački - 146
- Luščani - 157
- Mačkovo Selo - 36
- Mala Gorica - 503
- Međurače - 36
- Miočinovići - 43
- Mošćenica - 2 471
- Moštanica - 87
- Nebojan - 187
- Nova Drenčina - 402
- Novi Farkašić - 80
- Novo Selište - 301
- Pecki - 81
- Petkovac - 10
- Petrinja - 15 480
- Prnjavor Čuntićki - 80
- Sibić - 66
- Slana - 85
- Srednje Mokrice - 33
- Strašnik - 193
- Stražbenica - 9
- Taborište - 227
- Tremušnjak - 47
- Veliki Šušnjar - 113
- Vratečko - 59
- Župić - 84

| Gráfica de población de Petrinja 1857-2011                          |
|                                                                     |
| Según los censos de población de la oficina estadística de Croacia. |

Nota: la población de la gráfica refiere a la localidad, no al total de población del ejido.